# Minamifurano
Minamifurano (jap. 南富良野町 Minamifurano-chō) – miasto w Japonii, w prefekturze Hokkaido, w podprefekturze Kamikawa. Według danych na rok 2020 miejscowość zamieszkiwało 2 376 mieszkańców , a gęstość zaludnienia wyniosła 3,6 os./km².